# Lénart de Regt

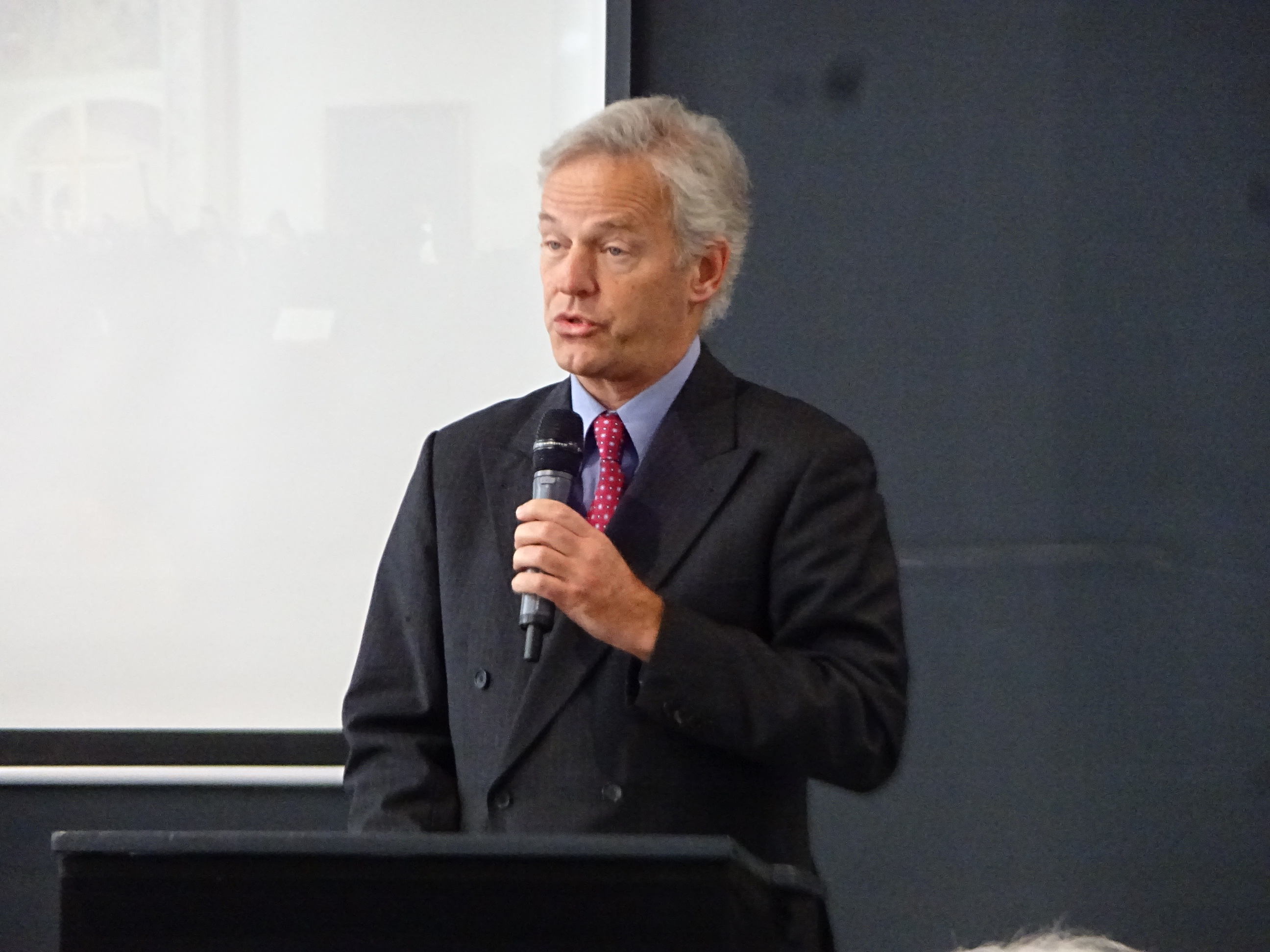
De Regt podczas prezentacji Biblii Ekumenicznej w Warszawie, 2018-03-17

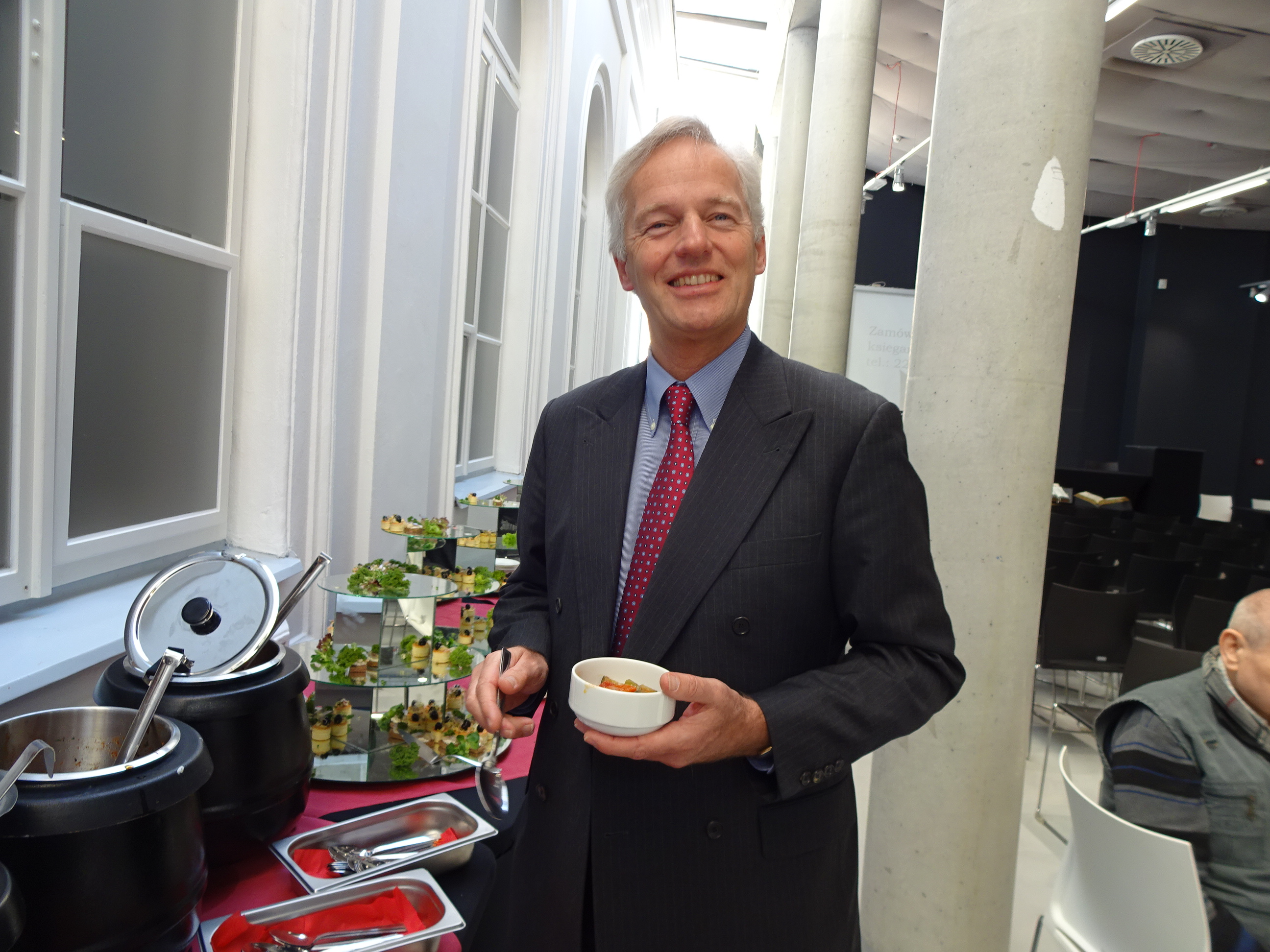
Warszawa 2018-03-17

Lénart de Regt, Leendert Jacobus de Regt (ur. 1960) – holenderski hebraista i tłumacz Biblii, współpracuje ze Zjednoczonymi Towarzystwami Biblijnymi, poliglota.
Ukończył studia orientalistyki na uniwersytecie w Lejdzie. W 1984 roku obronił magistra, a w 1988 roku obronił doktorat, w latach 1989-1990 odbywał służbę wojskową (jako tłumacz z rosyjskiego). W 1990 roku rozpoczął pracę na Vrije Universiteit w Amsterdamie. W roku 1998 został konsultantem Zjednoczonych Towarzystw Biblijnych na Europę oraz Bliski Wschód i nadzoruje powstawanie nowych przekładów biblijnych w tej części świata.
Jest członkiem kilku towarzystw naukowych, zna następujące języki: angielski, rosyjski, francuski, niemiecki, hiszpański, włoski, hebrajski i arabski.

## Publikacje
- A Parametric Model for Syntactic Studies of a Textual Corpus, Demonstrated on the Hebrew of Deuteronomy 1-30 (Studia Semitica Neerlandica 24), Assen: Van Gorcum 1988.
- Functions and implications of rhetorical questions in the book of Job [w:] Robert D. Bergen, Biblical Hebrew and Discourse Linguistics, 1994, s. 361-373.
- L.J. de Regt & J. de Waard and J.P. Fokkelman (eds.), Literary Structure and Rhetorical Strategies in the Hebrew Bible, Assen: Van Gorcum / Winona Lake: Eisenbrauns, 1996.
- Domains of Biblical Hebrew discourse as a translation problem, „Journal of Translation and Textlinguistics” 1996, s. 50-72.
- Trends im bijbelvertalen, 1996.
- Participants in Old Testament Texts and the Translator. Reference Devices and their Rhetorical Impact (Studia Semitica Neerlandica 39), Assen: Van Gorcum 1999.
- Canon and Modern Bible Translation in Interconfessional Perspective, 2006.
- Of translations, revisions, scripts and software : contributions presented to Kees de Blois, 2011.
- Lenart J. de Regt & Ernst R. Wendland, A Handbook on Numbers, 2016.